# Tower 185
Tower 185 je mrakodrap v německém městě Frankfurt nad Mohanem. Architektem budovy je Christoph Mäckler. Stavbu obsluhuje 10 výtahů. S výškou 200 m je (spolu s maintower) na čtvrtém místě co do výšky v samotném Frankfurtu nad Mohanem v Německu.
Mrakodrap byl pojmenován podle původní plánované výšky budovy (185 m). Ta však byla změněna před stavbou budovy na současných 200 m, ale název zůstal nakonec nezměněn.
Budova má 50 pater v horní části budovy a 6 pater umístěných v soklu budovy.